# Monosaharid-transportujuća ATPaza
Monosaharid-transportujuća ATPaza (EC 3.6.3.17, Monosaccharide-transporting ATPase) je enzim sa sistematskim imenom ATP fosfohidrolaza (import monosaharida). Ovaj enzim katalizuje sledeću hemijsku reakciju
ATP + 2O + monosaharidout {\displaystyle \rightleftharpoons } ADP + fosfat + monosaharidin
Ova ATPaza ABC-tipa je karakteristična po prisustvu dva slična ATP-vezujuća domena.

## Spoljašnje veze
- Monosaccharide-transporting+ATPase на 